# Polynema albicoxa
Polynema albicoxa är en stekelart som beskrevs av William Harris Ashmead 1900. Polynema albicoxa ingår i släktet Polynema och familjen dvärgsteklar. Inga underarter finns listade i Catalogue of Life.